# Кинематограф Фарерских островов

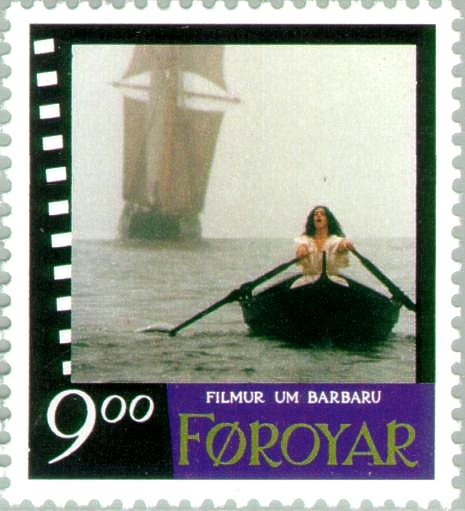
Кадр из фильма «Барбара», снятого на Фарерах

Кинематограф Фарерских островов развит довольно слабо, что вполне нормально для страны с населением 48 400 человек. Тем не менее, кинофильмы были созданы на Фарерах или при его участии как Фарерские, так и кинематографистами других стран, в основном — Дании. 

## Общая информация
На Фарерских островах нет постоянно действующих киностудий. Кроме того съёмка кино на Фарерах стоит достаточно дорого. Первый кинофильм, снятый в 1975 году на Фарерах, назывался «Rannvá». Кино Фарерских островов представлено любительскими лентами фарерцев и фильмами, снятыми киногруппами из Дании и других государств. Одним из наиболее известных кинорежиссёров Фарерских островов является Катрин Оттарсдоттир, окончившая в 1982 году Датскую киношколу. Ею на Фарерах были сняты фильмы «Bye Bye Bluebird» (1999), «The Man Who Was Allowed to Leave» (1995), «Ævintýri á Norðurslóðum» (1992), «Hannis» (1991), «Atlantic Rhapsody — 52 myndir úr Tórshavn» (1982). Эти фильмы были представлены на фестивалях Amanda Awards (Норвегия), День Северных фильмов в Любеке, Маннхейм-Хейдельбергском международном кинофестивале, Международном кинофестивале г. Роттердам, Фестивале северных фильмов в Руане. На Фарерских островах снимался фильм-зарисовка фотографа и кинооператора Ивана Савченко «Не русский Север (Фарерские острова)». В 2012 году была создана фарерская кинопремия «Geytin». Первую премию выиграл режиссёр Сакарис Стора, снявший короткометражный фильм «Summarnátt» (рус. Летняя ночь). В следующем году тот же режиссёр снял короткометражную картину «Vetrarmorgun» (рус. Зимнее утро), которая была отправлена на 64-й Берлинский кинофестиваль.